# Mehdi Mchakhchekh
Mehdi Mchakhchekh (en arabe : المهدي المشخشخ),  né le 23 février 2004 à Casablanca, est un footballeur international marocain qui joue au poste de défenseur central au Raja Club Athletic.

## Biographie

### Carrière en club

#### Formation
Mehdi Mchakhchekh intègre dès son plus jeune âge le centre de formation du Kénitra AC.
En 2019, il débarque au centre de formation du Raja Club Athletic,au Complexe Oasis, et rejoint l'équipe U17. Le 22 février 2022, il signe son premier contrat professionnel avec le club.
Le 8 juillet 2022 au Stade Boubker Amar, il remporte le championnat national U19 avec les Verts. En 2023, il devient capitaine de l'équipe espoir avec qui il joue en cinquième division.

#### Débuts professionnels
Le 3 août 2023, il fait ses débuts professionnels au Raja CA à l'occasion d'un match de la Coupe arabe des clubs champions 2023 en étant titularisé contre l'Al-Wahda FC (victoire, 1-0).
Le 13 décembre, il renouvelle contrat avec le club jusqu'en 2027.
Le 6 janvier 2024, il joue son deuxième match avec le Raja CA en faisant ses débuts en championnat contre le Mouloudia d'Oujda en remplaçant Yousri Bouzok à la dernière minute du temps réglementaire (victoire, 2-0). En fin de saison, il remporte le championnat en devançant l'AS FAR.

### Carrière internationale
Le 1er juin 2025, il est sélectionné par Tarik Sektioui avec la sélection nationale A' (natifs de 2000 et plus) qui effectuera du 2 au 10 juin un stage de préparation au complexe Mohammed VI de football. Il est resélectionné en juillet pour le dernier rassemblement avant le Championnat d'Afrique des nations prévu en août 2025.
Le 23 juillet, il est annoncé parmi la liste des joueurs convoqués par Sektioui pour le Championnat d'Afrique des nations 2024 qui sera joué du 2 au 30 août 2025.

## Statistiques

### Statistiques détaillées
| Saison                | Club                  | Championnat           | Championnat | Championnat | Championnat | Coupe(s) nationale(s) | Coupe(s) nationale(s) | Coupe(s) nationale(s) | Compétition(s) continentale(s) | Compétition(s) continentale(s) | Compétition(s) continentale(s) | Compétition(s) continentale(s) | Maroc | Maroc | Maroc | Total | Total | Total |
| Saison                | Club                  | Division              | M.          | B.          | P.d.        | M.                    | B.                    | P.d.                  | Comp.                          | M.                             | B.                             | P.d.                           | M.    | B.    | P.d.  | M.    | B.    | P.d.  |
| 2023-2024             | Raja CA               | Botola Pro            | 1           | 0           | 0           | -                     | -                     | -                     | -                              | -                              | -                              | -                              | -     | -     | -     | 1     | 0     | 0     |
| Sous-total            | Sous-total            | Sous-total            | 1           | 0           | 0           | -                     | -                     | -                     | -                              | -                              | -                              | -                              | -     | -     | -     | 1     | 0     | 0     |
| Total sur la carrière | Total sur la carrière | Total sur la carrière | 1           | 0           | 0           | -                     | -                     | -                     | -                              | -                              | -                              | -                              | 0     | 0     | 0     | 1     | 0     | 0     |

### En sélection A'
| 0Sélections | Date         | Lieu                            | Adversaire  | Résultats | Minutes | Buts | Passes | Compétitions |
| ----------- | ------------ | ------------------------------- | ----------- | --------- | ------- | ---- | ------ | ------------ |
| 1           | 17 août 2025 | Nyayo National Stadium, Nairobi | RD Congo A' | 3-1       | 1 min   | 0    | 0      | CHAN 2024    |

## Palmarès

### En club
Raja CA
- Botola Pro
  - Champion en 2024[5].